# Эрцгерцогство Австрия
Эрцгерцогство Австрия (нем. Erzherzogtum Österreich) — одно из важнейших государств в рамках Священной Римской империи, было центром Габсбургской монархии и предшественником Австрийской империи. За срок около 700 лет оно превратилось из маркграфства в центр империи со столицей в Вене, которая была в центре эрцгерцогства, располагавшегося в районе нынешней австрийской федеральной земли Нижняя Австрия, а также части земли Верхняя Австрия.

## Восточная марка
Во времена раннего Средневековья территория, которая позже станет эрцгерцогством Австрия, была известна под названием Восточная марка. Этнические немецкие мигранты вытеснили местное славянское население в IX и X веках, и после битвы на реке Лех в 955 году край стал одной из марок Священной Римской империи и получил статус маркграфства в 960 году. С 976 года край был под властью династии Бабенбергов.

## Герцогство Австрия
В 1156 году статус маркграфства был поднят до статуса герцогства благодаря Privilegium Minus, изданным императором Священной Римской империи Фридрихом I. В 1278 году Рудольф I победил Пржемысла Оттокара II и обеспечил в герцогстве власть Габсбургов.

## Эрцгерцогство Австрия
В 1359 году поддельный Privilegium Minus был использован герцогом Рудольфом IV, чтобы поднять статус герцогства до уровня эрцгерцогства, но этот шаг не был признан Священной Римской империей. Эрнст Габсбург первый принял титул эрцгерцога. Эрцгерцогство не было официально признано до тех пор, пока в 1453 году Габсбурги под руководством Фридриха III не установили контроль над политикой императора Священной Римской империи. Австрия была единственным государством, имевшим статус эрцгерцогства.
С XVI века Габсбурги, имея титул эрцгерцогов, приравниваются к принцам или принцессам крови в других европейских королевских династиях. С 1512 года эрцгерцогство является также центром Австрийского округа Священной Римской империи, который в основном состоял из наследственных земель Габсбургов.

## Габсбургская империя
В 1806 году последний император Франц II под давлением Наполеона Бонапарта отрекся от престола Священной Римской империи. Но ещё в 1804 году он стал Францем I, первым императором Австрийской империи, созданной на базе владений Габсбургов. Остальные земли Священной Римской империи распались на многочисленные независимые государства и города. Эрцгерцогство Австрия продолжало существовать как коронная земля в рамках империи, хотя она была разделена на Верхнюю и Нижнюю Австрию. Титул эрцгерцог продолжали использовать члены императорской семьи, и эрцгерцогство было отменено лишь в 1918 году с распадом Австро-Венгрии и созданием отдельных федеральных земель Нижняя и Верхняя Австрия в новейшей республике Австрия.